# جاستن تشاتوين
جاستن تشاتوين (بالإنجليزية: Justin Chatwin)‏ مواليد 31 أكتوبر 1982 في نانيامو إي، كندا، هو ممثل كندي بدأ مسيرته الفنية عام 2001. عرف تشاتوين بلعب دور ابن توم كروز في فيلم حرب العوالم، وأدوار البطولة في أفلام مثل غير المرئي ودراغون بول إفولوشن، وأدوار ثانوية في صائد الأحياء، سوبر بيبيز: أطفال عباقرة 2، والفيلم الكندي فانكيتاون. وهو أيضا ممثل تلفزيوني غزير الإنتاج، ومعروف بعمله في مسلسلات مثل شيمليس، وهو دراما كوميدية على شوتايم، ولمدة ثلاثة مواسم. وقبل ذلك، كان يظهر كضيف شرف في العديد من البرامج التلفزيونية منها تيكن، الضياع، واليتيم الأسود.
ومثل تشاتوين في مسلسل أمريكان غوثيك على شبكة سي بي إس مع ميغان كيتش، وبدأ عرضه في يونيو 2016.

## الأعمال
- صائد الأحياء
- حرب العوالم
- غير المرئي
- سمولفيل
- ويدز
- الضياع